# Ruta Nacional 202 (Argentina)

Mapa del recorrido de la vieja Ruta Nacional 202.

Ruta Nacional 202 fue la denominación que tenía hasta 1997 la avenida urbana de dos carriles por mano, que se encuentra en el noreste de la provincia de Buenos Aires, en el norte del Gran Buenos Aires. Este recorrido se encuentra marcado en verde en el mapa adjunto.
Originalmente la Ruta Nacional 202 se extendía desde la estación San Fernando hasta el empalme con la antigua Ruta Nacional 8 en San Miguel, con una extensión de 17,5 km.
En 1978 se ensanchó e iluminó el tramo de 3,5 km entre la Ruta Nacional 9 (km 26) y la estación Don Torcuato de la Línea Belgrano Norte.
El Decreto Nacional 1595 del año 1979 prescribió la transferencia a la Provincia de Buenos Aires toda la ruta excepto el tramo mencionado en el párrafo anterior, es decir, el tramo marcado en violeta en el mapa adjunto. Esto se concretó mediante la Ley Provincial 10656 publicado en el Boletín Oficial el 7 de septiembre de 1988.
El tramo restante fue transferido a la provincia mediante la Resolución 878/1997 de la Dirección Nacional de Vialidad, con fecha 17 de junio de 1997. El Decreto Provincial 1381 del 26 de septiembre del mismo año delegó la conservación de dicho tramo al municipio de Tigre.
Actualmente es parte de la Ruta Provincial 23, que se extiende hasta la ciudad de Moreno hacia el sudoeste.